# Puteaux
Puteaux is een stad in Frankrijk (regio Île-de-France, departement Hauts-de-Seine), ten westen van Parijs (waar de stad een voorstad van is), op de linkeroever van de Seine. Het aantal inwoners bedroeg op 1 januari 2022 44.198.
De wijk La Défense, het belangrijkste zakenkwartier van de Parijse regio, strekt zich voor een deel uit in Puteaux (de rest ligt verdeeld tussen Courbevoie en Nanterre). Ook is er een groot overdekt winkelcentrum, genaamd Les Quatre Temps, en is er een plein waar men naar de wolkenkrabbers van La Défense kan kijken.
In Puteaux begon de autofabriek van De Dion-Bouton haar bestaan; de kade langs de Seine draagt deze naam.
Puteaux is in de kunstgeschiedenis bekend vanwege de Puteaux-groep (ook wel Section d'Or), een verbond van kubistische en futuristische kunstenaars rondom de schilder Jacques Villon, dat hier werd opgericht.

## Geografie
De oppervlakte van Puteaux bedroeg op 1 januari 2022 3,19 vierkante kilometer; de bevolkingsdichtheid was toen 13.855,2 inwoners per km².
De onderstaande kaart toont de ligging van Puteaux met de belangrijkste infrastructuur en aangrenzende gemeenten.

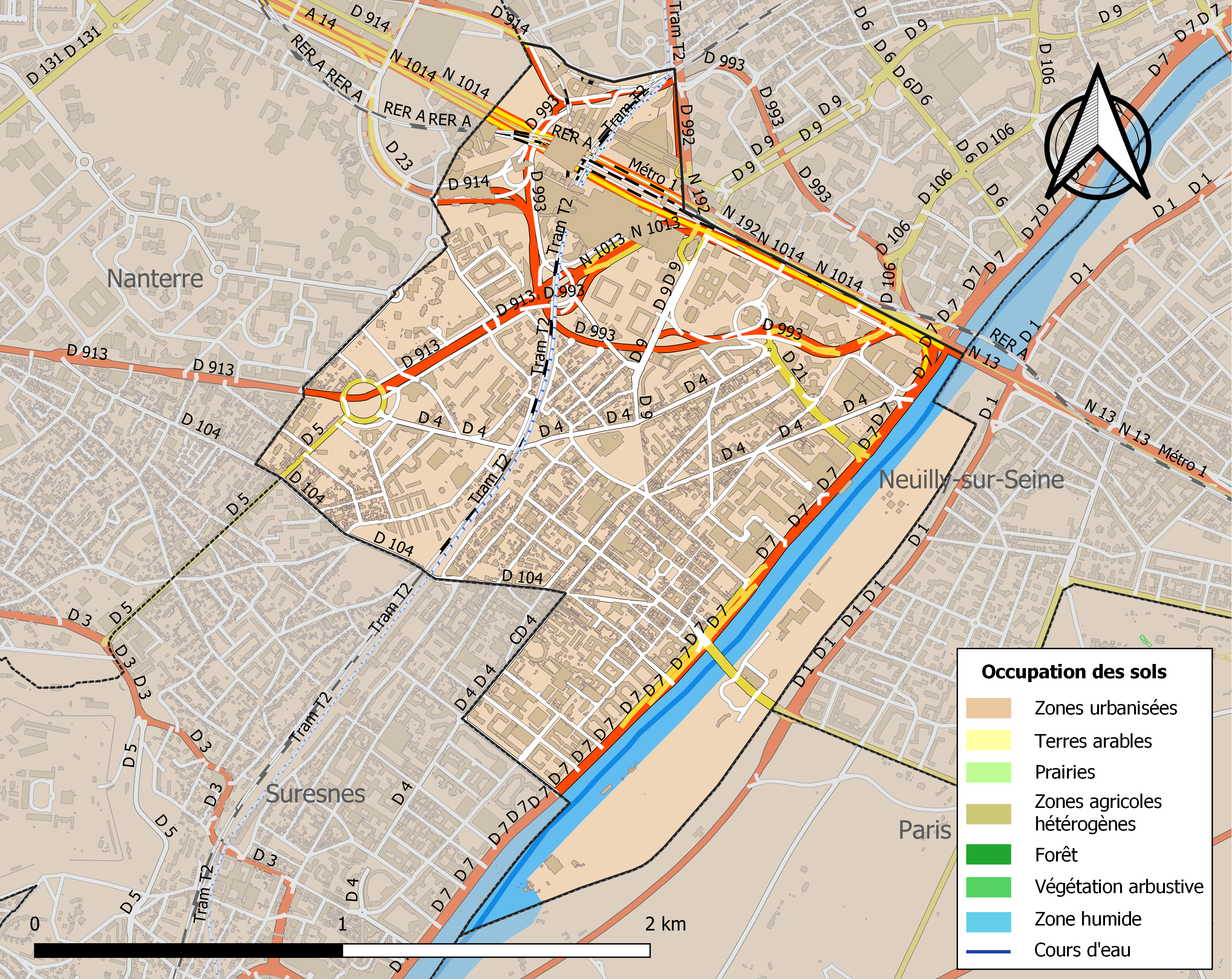

## Demografie
Onderstaande figuur toont het verloop van het inwonertal (bron: INSEE-tellingen).

## Geboren in Puteaux
- Maurice Schilles (1888-1957), wielrenner
- Warda Al-Jazairia (1939-2012), zangeres en actrice
- Emmanuelle Devos (1964), actrice

## Overleden
- Vincenzo Bellini (1801-1835), Italiaans componist
- František Kupka (1871-1957), Tsjechisch schilder
- Jacques Villon (1875-1963), schilder
- Michel Delpech (1946-2016), chansonnier

## Stedenband
- Esch-sur-Alzette (Luxemburg)